# Laura Thorn
Laura Thorn (* 18. ledna 2000 Esch-sur-Alzette) je lucemburská zpěvačka a učitelka hudby, která reprezentovala Lucembursko na Eurovision Song Contest 2025 s písní „La poupée monte le son“.

## Život a kariéra
Už od svého mladého věku se věnovala hudební teorii, hře na klavír, violoncellu, klávesám, komorní hudbě a tanci. Od svých pěti let vystupovala na jevišti a účastnila se různých hudebních soutěží. Svá studia završila magisterským titulem v oboru hudební teorie, hudební pedagogiky a popového zpěvu na IMEP v Namuru. Působí jako pedagog na Konzervatoři hudby v lucemburském městě Esch-sur-Alzette.

### Eurovision Song Contest
V roce 2024 hledalo pařížské hudební produkční duo, tvořené Julienem Salviou a Ludovicem-Alexandrem Vidalem, lucemburskou zpěvačku pro svou novou skladbu. Prostřednictvím jejího bývalého učitele zpěvu kontaktovali právě Thornovou, která následně píseň dua nazvanou „La poupée monte le son“ nazpívala. Thornová následně skladbu přihlásila do soutěže Luxembourg Song Contest, která slouží jako lucemburské národní kolo pro Eurovision Song Contest. Dne 18. listopadu 2024 byla oznámena jako jedna ze sedmi finalistek soutěže. Ve finále, konaném 25. ledna 2025 v koncertní hale Rockhal, získala Thornová nejvyšší počet bodů od mezinárodních porot a druhé místo v diváckém hlasování, díky čemuž soutěž vyhrála a získala tak právo reprezentovat Lucembursko na Eurovision Song Contest 2025 v Basileji.
Ve finále Eurovize konaném 17. května 2025 se umístila na 22. místě se ziskem 47 bodů.

## Diskografie

### Singly
2024: „La poupée monte le son“